# 亀井幹太
亀井 幹太（かめい かんた）は、日本のアニメーション監督、アニメーター、ビジュアルエフェクター、映画監督。

## 来歴
初期のJ.C.STAFF作品に多く参加、他社作品では主に新房昭之監督作品の原画と作画監督を担当した。2004年以降はビジュアルエフェクトも多く担当している（映画『ドラえもんアニバーサリー25』など）。アニメーション監督としては『テイルズ オブ ヴェスペリア 〜The First Strike〜』で初監督、テレビアニメでは『うさぎドロップ』で監督に初挑戦した。

## 主な参加作品

### テレビアニメ
1994年
- メタルファイター♥MIKU（原画）

1995年
- ふしぎ遊戯（-1996年、原画）

1996年
- セイバーマリオネットJ（ -1997年、オープニング・エンディングアニメーション作画）

1997年
- EAT-MAN（原画）

2001年
- The Soul Taker 〜魂狩〜（原画）
- 花右京メイド隊（原画）
- パラッパラッパー（絵コンテ）

2005年
- IGPX（ビジュアルエフェクト）

2006年
- Ergo Proxy（原画）

2007年
- REIDEEN（ビジュアルエフェクト）
- 機神大戦ギガンティック・フォーミュラ（絵コンテ）

2009年
- 聖剣の刀鍛冶（原画）

2010年
- 書家（原画）
- さらい屋 五葉（絵コンテ）
- ぬらりひょんの孫（演出）
- 戦国BASARA弐（絵コンテ）

2011年
- うさぎドロップ（監督・絵コンテ・演出）

2012年
- 黒子のバスケ（絵コンテ・演出・OP撮影・ED2演出・ED2絵コンテ・ED2撮影）
- 緋色の欠片（演出、原画）
- シャイニング・ハーツ 〜幸せのパン〜（原画）

2013年
- 俺の彼女と幼なじみが修羅場すぎる（監督・脚本・絵コンテ・演出・原画）

2014年
- 龍ヶ嬢七々々の埋蔵金（監督・脚本・絵コンテ・演出）

2015年
- 冴えない彼女の育てかた（監督・絵コンテ・演出・原画・OP絵コンテ/演出）
- ガンスリンガー ストラトス（原画）

2016年
- Dimension W（監督・絵コンテ・演出）

2017年
- 冴えない彼女の育てかた♭（監督・全話絵コンテ・演出）

2018年
- PERSONA5 the Animation（絵コンテ）

2019年
- ぱすてるメモリーズ（絵コンテ）

2022年
- かぐや様は告らせたい-ウルトラロマンティック-（絵コンテ）

2026年
- グロウアップショウ 〜ひまわりのサーカス団〜（監督）

### 劇場アニメ
1997年
- 新世紀エヴァンゲリオン劇場版 Air/まごころを、君に（原画）

2000年
- デジモンアドベンチャー02 前編・デジモンハリケーン上陸!!／後編・超絶進化!!黄金のデジメンタル（原画）

2001年
- デジモンアドベンチャー02 ディアボロモンの逆襲（作画監督）

2004年
- イノセンス（原画）
- ドラえもんアニバーサリー25（ビジュアルエフェクト）

2005年
- 劇場版 鋼の錬金術師 シャンバラを征く者（原画）

2006年
- 時をかける少女（原画）

2009年
- テイルズ オブ ヴェスペリア 〜The First Strike〜（監督）

2010年
- 劇場版“文学少女”（絵コンテ）

2012年
- ももへの手紙（ビジュアルエフェクト）

2018年
- ペンギン・ハイウェイ（演出）

2019年
- 冴えない彼女の育てかた Fine（総監督・絵コンテ・演出）

### OVA
1995年
- 魔物ハンター妖子2（原画）
- 紺碧の艦隊（原画）

1996年
- それゆけ!宇宙戦艦ヤマモト・ヨーコ（STAGE1・STAGE3キャラクター作画監督、原画）
- 銀河お嬢様伝説ユナ〜深闇のフェアリィ〜（オープニングアニメーション原画）

1997年
- それゆけ!宇宙戦艦ヤマモト・ヨーコ2（STAGE1キャラクター作画監督、原画）

1998年
- でたとこプリンセス（原画）

1999年
- てなもんやボイジャーズ（原画）

### Webアニメ
2019年
- みるタイツ（絵コンテ）

2021年
- 月曜日のたわわ2（絵コンテ）

### ゲーム
2004年
- サクラ大戦V EPISODE 0〜荒野のサムライ娘〜（アニメーション監督、作画監督、ビジュアルエフェクト）

2005年
- 戦国BASARA（ビジュアルエフェクト、原画）
- テイルズ オブ レジェンディア（アニメーション監督、絵コンテ、作画監督、原画）
- テイルズ オブ ジ アビス（作画監督、イベント原画）

2006年
- テイルズ オブ デスティニー（アニメーション監督、絵コンテ、演出、ビジュアルエフェクト、原画）
- テイルズ オブ ザ ワールド レディアント マイソロジー（アニメーション監督、絵コンテ、演出、ビジュアルエフィクト）

2007年
- スターオーシャン1　First Departure（ビジュアルエフィクト、イベント原画）

2008年
- スターオーシャン2　Second Evolution（ビジュアルエフィクト）
- テイルズ オブ シンフォニア -ラタトスクの騎士-（ビジュアルエフィクト）
- ワリオランドシェイク（ビジュアルエフィクト、原画）

2010年
- テイルズ オブ ファンタジア なりきりダンジョンX（撮影、ビジュアルエフェクト）

2011年
- テイルズ オブ ザ ワールド レディアント マイソロジー3（アニメーション監督、絵コンテ）

2021年
- 聖剣伝説 LEGEND OF MANA（アニメーション監督、絵コンテ）